# MANBAL
MANBAL (англ. Mannosidase beta like) – білок, який кодується однойменним геном, розташованим у людей на довгому плечі 20-ї хромосоми. Довжина поліпептидного ланцюга білка становить 85 амінокислот, а молекулярна маса — 9 467.
| 10         |  | 20         |  | 30         |  | 40         |  | 50         |
| ---------- |  | ---------- |  | ---------- |  | ---------- |  | ---------- |
| MASDLDFSPP |  | EVPEPTFLEN |  | LLRYGLFLGA |  | IFQLICVLAI |  | IVPIPKSHEA |
| EAEPSEPRSA |  | EVTRKPKAAV |  | PSVNKRPKKE |  | TKKKR      |  |            |

A: Аланін

C: Цистеїн

D: Аспарагінова кислота

E: Глутамінова кислота

F: Фенілаланін

G: Гліцин

H: Гістидин

I: Ізолейцин

K: Лізин

L: Лейцин

M: Метіонін

N: Аспарагін

P: Пролін

Q: Глутамін

R: Аргінін

S: Серин

T: Треонін

V: Валін

Локалізований у мембрані.